# Фуцюань (князь Юй)
Айсиньгиоро Фуцюань (愛新覺羅 福全; 8 сентября 1653 — 10 августа 1703) — маньчжурский принц династии Цин, формально известный как принц Юй (1671—1703). Второй сын императора Шуньчжи и сводный брат императора Канси.

## Биография
Фуцюань родился в маньчжурском клане Айсин Гёро и был вторым сыном Фулиня (1638—1661), императора Цинской империи Шуньчжи (1643—1661). Его матерью была супруга Нинкэ (寧愨妃) из клана Донго (董鄂) , наложница Шуньчжи.
Фуцюань был удостоен титула «Принц Юй первого ранга» (裕親王) 6 февраля 1671 года. В августе 1690 года император Канси даровал Фуцюаню титул «генералиссимуса, усмиряющего дальние земли» (撫遠大將軍) и отправил его возглавить поход против Галдана Бошокту-хана, предводителя Джунгарского ханства. С помощью старшего сына императора Канси Иньчжи Фуцюань повел свою армию (армия левого крыла) на север через перевал Губэйкоу, в то время как его брат Чаннин провел свои войска через ещё один проход, планируя приблизиться к позиции Галдана. Фуцюань встретил и атаковал Галдана в Улан-Бутунге (350 километров к северу от Пекина) 3 сентября 1690 года. Войска Галдана защищались от цинской артиллерии, прячась за рядами верблюдов и находя убежище в близлежащем лесу . Хотя Галдан понес потери, битва зашла в тупик, однако Фуцюань объявил об этом победой. Он вернулся в столицу 22 декабря . Цинские командиры, позволившие Галдану сбежать, были наказаны. Сам Фуцюань был лишен военной должности и уволен из армии, а также исключен из совета князей и высших чиновников. Затем он ушел из политической жизни и позже провел большую часть своего времени в литературных кругах.

## Семья
От двух жен и шести наложниц у Фуцюаня было шесть сыновей (Чанцюань, Чжаньшэн, Баотай, Баошоу, Баоань, Баойонь) и семь дочерей.